# Giuseppe Bertini (compositore)
Giuseppe Maria Bertini (Palermo, 20 gennaio 1759 – Palermo, 15 marzo 1852) è stato un letterato, scrittore e compositore italiano.

## Biografia
Figlio del compositore Salvatore Bertini (1721-1794), fu educato presso le Scuole Pie degli Scolopi e successivamente divenne sacerdote. «Figura poliedrica di intellettuale ed erudito nella Palermo dei primi decenni del XIX secolo», per tutta la vita si dedicò alla musica e agli studi di archeologia, di letteratura e della storia culturale della Sicilia. Nel 1789, assieme al fratello maggiore Natale Bertini (1750 ca. - 1828), contribuì con un'Ode funebre e altri lavori musicali alle funzioni commemorative per la morte del re di Spagna Carlo III e dell'infante Gennaro Carlo. Nello stesso periodo fu anche vice-maestro, sotto il padre Salvatore, presso la Cappella Palatina, di cui qualche anno più tardi diventò maestro di cappella titolare. Nel 1813 si dedicò a un progetto di riforma del conservatorio palermitano.
Su sollecitazione del principe di Cutò Niccolò Filangeri, nominato luogotenente generale della Sicilia da re Ferdinando III, fu coinvolto con altri intellettuali in varie iniziative editoriali, come la direzione della rivista culturale l'Iride (nel 1821-1822) e del Giornale di scienze, lettere ed arti per la Sicilia (nel 1823-1836), sui quali scrisse numerosi articoli di storia, letteratura e soprattutto arte. Nel maggio 1828, in seguito alla morte del fratello Natale, gli subentrò nell'incarico di presidente di una commissione di censura per la musica sacra: istituita per decreto reale nel dicembre del 1827, era formata da tre membri e aveva il compito di eliminare gli elementi operistici (i «teatrali allettamenti») nei lavori chiesastici e di redigere un elenco di composizioni approvate. Bertini tenne tale incarico per due anni, dopo di che la commissione venne sciolta.

## IlDizionarioe altre opere
L'abate Giuseppe Bertini è principalmente conosciuto nell'ambito musicale per il suo Dizionario storico-critico degli scrittori di musica e de' più celebri artisti di tutte le nazioni sì antiche che moderne, pubblicato a Palermo (Tipografia reale di guerra) nel 1814-1815 in quattro volumi e dedicato a donna Margarita Pignatelli e Piccolomini, consorte del principe di Cutò Niccolò Filangeri. Si tratta di uno dei primissimi lavori italiani di questo tipo: si basa in parte sul Dictionnaire historique des musiciens (Parigi, 1810-1811) di Alexandre-Étienne Choron e François-Joseph-Marie Fayolle, ma con voci autonome e informazioni preziose soprattutto sulle varie personalità musicali italiane, in particolare quelle della scuola napoletana.
Sue inoltre sono quattordici biografie contenute nei primi tre volumi dei quattro che compongono la Biografia degli uomini illustri della Sicilia (Napoli, 1818-1821) curata dall'avvocato e letterato Giuseppe Emanuele Ortolani. Del 1826 è una sua poesia Su le sette parole proferite dal divino Redentore nella sua dolorosa agonia, musicata da Luigi Ricci, mentre del 1830 è una sorta di inno Su le provide decretazioni di sua maestà Ferdinando II re del Regno delle Due Sicilie, appena assurto al trono. Fra il 1830 e il 1836 si occupò di una revisione e correzione della versione italiana del De rebus siculis decades duæ del frate domenicano cinquecentesco Tommaso Fazello nonché della sua «continuazione» fino al 1750 del monaco benedettino Vito Maria Amico. Collegato forse a questo lavoro è il suo manoscritto, conservato nella Biblioteca comunale di Palermo, Estratti di diversi autori antichi e moderni intorno alla storia letteraria, ed alle belle arti in Sicilia relativo alla letteratura artistica siciliana.
Compose anche numerosi lavori sacri, principalmente vespri e messe, ma nessuno di questi è giunto sino a noi. Tuttavia attualmente sopravvivono nella collezione Santini due lezioni per la Settimana Santa (la Lezione prima del mercoledì santo per soprano, violoncello e organo e la Lezione terza del giovedì santo per soprano, violino, viola e basso) sotto il nome del padre Salvatore, che però vengono attribuite a Giuseppe. Stando al musicologo americano Bertil van Boer, «molte sue composizioni furono scritte dopo il 1800 e mostrano affinità con Gioachino Rossini».